# Hegemona (mjesec)
Hegemona (također Jupiter XXXIX) je prirodni satelit planeta Jupiter. Retrogradni nepravilni satelit iz grupe Pasiphae s oko 3 kilometra u promjeru i orbitalnim periodom od 745.500 dana.